# Věžnice, Havlíčkův Brod
Věžnice là một làng thuộc huyện Havlíčkův Brod, vùng Vysočina, Cộng hòa Séc.